# Pararrhynchium simsanum
Pararrhynchium simsanum (лат.) — вид одиночных ос рода Pararrhynchium (Eumeninae).

## Распространение
Ориентальная область: северный Вьетнам (Simsan, Ha Giang, Bat Dai Son).

## Описание
Мелкие осы (длина около 1 см). Самка: длина 13,2—13,5 мм (длина переднего крыла 12,8—13,0 мм); тело чёрное, следующая часть жёлтая: небольшое треугольное пятно у основания мандибул, снизу усиковый валик, внутренняя сторона передних голеней. Крыло затемнено, с пурпурным отблеском, жилки темно-коричневые. Самец: длина тела 10 мм; окраска как у самки, но мандибулы полностью чёрные, жёлтая полоса на скапусе намного короче, ноги полностью чёрные. Брюшко стебельчатое. Этот вид можно отличить от всех других известных видов рода Pararrhynchium по следующей комбинации признаков: наличник грушевидной формы, усечённый на вершине, при виде спереди примерно в 1,14 раза больше ширины; щека почти равна ширине глаза; проподеум с задней поверхностью, четко отделенной от дорсальной верхним острым и хорошо развитым килем, он окружает метанотум сзади и переходит в острый бугорок в нижних боковых углах; мезэпистерна без надземного валика; тергиты Т1-5 с толстой гладкой перевязкой на вершине; темя самца также с расположенными далеко друг от друга головными ямками, примерно в 0,85 раза шире расстояния между задними глазками.

## Систематика
Близок к Pararrhynchium oceanicum тем, что эпикнемиальный киль отсутствует, но у него есть проподеум с отчётливым выступом между гребнем и заднеспинкой (по сравнению с проподеумом без выступа у P. oceanicum) и передняя вертикальная грань T1 без срединного продольного валика (против передней вертикальной грани T1 со средним продольным килем у P. oceanicum). Таксон Pararrhynchium simsanum был впервые описан в 2021 году.